# يانكا كوبالا
يانكا كوبالا (بالبيلاروسية: Я́нка Купа́ла) ـ (7 يوليو 1882 ـ 28 يونيو 1942) هو الاسم القلمي للشاعر والكاتب البيلاروسي إيفان دامينيكافيتش لوتسيفيتش (بالبيلاروسية: Іва́н Даміні́кавіч Луцэ́віч)، الذي يعد واحدًا من أعظم من كتبوا باللغة البيلاروسية في القرن العشرين.

## روابط خارجية
- يانكا كوبالا على موقع الموسوعة البريطانية (الإنجليزية)
- يانكا كوبالا على موقع ديسكوغز (الإنجليزية)